# Ladeira (Santo António do Funchal)
Ladeira é um sítio povoado da freguesia de Santo António do Funchal, concelho do Funchal, Ilha da Madeira.
O nome do sítio deriva da configuração do terreno, de declive acentuado.